# شهرستان پروومایسکی (استان تومسک)
شهرستان پروومایسکی (به لاتین: Pervomaysky District) یک شهرستان در روسیه است که در استان تومسک واقع شده‌است.